# Z (Film)
Z (von neugriechisch Ζεί Zi ‚er lebt‘, Alternativtitel Z – Anatomie eines politischen Mordes) ist ein französisch-algerischer Spielfilm aus dem Jahr 1969 nach der gleichnamigen Romanvorlage von Vassilis Vassilikos. Der unter der Regie von Constantin Costa-Gavras und vor dem Hintergrund der griechischen Militärdiktatur entstandene Streifen gilt als genrebildender Klassiker des politisch engagierten Kinos (siehe Politthriller). Der Film wurde am 26. Februar 1969 in Frankreich erstmals aufgeführt.

## Handlung
Ein namentlich nicht genannter Staat, in dem Militär und Königshaus herrschen und die Demokratie immer mehr ausgehöhlt wird, duldet Opposition als „kommunistischen Mehltau“ nur widerwillig.
Als eine pazifistische Oppositionsgruppe eine Veranstaltung mit einem populären Universitätsprofessor, Abgeordneten und NATO-Kritiker durchführen will, werden dieser Veranstaltung zunächst Steine in den Weg gelegt. Der Politiker wird nach der Veranstaltung unter den Augen der Polizei ermordet.
Polizei und Militär versuchen, den Mord als Unfall darzustellen. Mit den Ermittlungen wird ein junger Untersuchungsrichter beauftragt, von dem erwartet wird, dieses Ergebnis zu bestätigen. Der Richter zeigt Verantwortung und ermittelt in dem Fall ebenso penibel wie hartnäckig. Pressionen von Vorgesetzten und Militärs hört er sich geduldig an, um sie danach geräuschlos zu ignorieren.
Anklagen gegen diverse Personen aus dem Militär führen jedoch nicht zu deren Verurteilung, da mehrere Zeugen unter merkwürdigen Umständen zu Tode kommen und das Verfahren durch einen Militärputsch zum Erliegen kommt. Selbst der Journalist, der dem Ermittlungsrichter seine Rechercheergebnisse zur Verfügung gestellt hat, kommt ins Gefängnis.

## Hintergrund
Im Vorspann des Films heißt es: „Übereinstimmung mit Personen und wahren Ereignissen ist gewollt“; dargestellt wird ganz offensichtlich die Situation in Griechenland kurz vor dem Beginn der Militärdiktatur 1967.
Der Tatsachenroman „Z“ von Vassilis Vassilikos handelt von dem Mord an dem linken Oppositionspolitiker Grigoris Lambrakis in Thessaloniki (Griechenland) am 22. Mai 1963 und dem folgenden Prozess, der sich bis 1966 hinzog. Die Ereignisse gingen als „Lambrakis-Affäre“ in die Geschichte ein.
Der unerschrockene Ermittlungsrichter, Christos Sartzetakis, wurde später griechischer Staatspräsident (1985–1990).
Als sich Constantin Costa-Gavras, bewegt von dem menschlichen und politischen Skandal in seinem Heimatland, an die Arbeit zu seinem Film machte, wollte aus Angst zunächst niemand dieses gewagte Projekt unterstützen. Schließlich gründeten Eric Schlumberger und Jacques Perrin für die Finanzierung des Films außerhalb Griechenlands eine eigene Produktionsfirma. Unterstützung fanden sie bei Yves Montand, Jean-Louis Trintignant, Irene Papas und anderen hochkarätigen Schauspielern, die für die Umsetzung des Filmstoffs auf einen Großteil ihrer Gage verzichteten. Eine ausschlaggebende Rolle in dem Film spielte auch die Musik von Mikis Theodorakis, der im Übrigen 1963 die Lambrakis-Jugendbewegung gegründet hatte und deren Vorsitzender war.
Der Film konnte nicht in Griechenland gedreht werden, die Dreharbeiten fanden in Algier statt.
Wie von der Erzählerin am Schluss zu hören (und im Abspann zu lesen), verboten die Militärs in einem Atemzug Männern das Tragen langer Haare, Miniröcke, die Werke von Sophokles, Tolstoi, Euripides, das Gläserwerfen nach Trinksprüchen, Arbeitskämpfe bzw. Streiks, die Werke  von Aristophanes, Ionesco, Sartre, Albee, Pinter, Pressefreiheit, Soziologie, Beckett, Dostojewski, moderne Musik (die Musik von Mikis Theodorakis und [Popmusik]), Volksmusik, moderne Mathematik und den [Gebrauch des] Buchstaben „Z“. Im Griechischen bedeutet Ζεί, gesprochen Zi,  „er lebt“. Dieser Satz wurde zu „Z“ verkürzt und von den Lambrakis-Anhängern nach dessen Ermordung als Losung benutzt.

## Kritik
„[…] inszenierte Costa-Gavras einen spannenden, engagierten, hochemotionalen und teilweise wütend polemischen Politthriller, der eindringlich die Gefahren einer Verfilzung von Staats- und Gruppeninteressen beschwört.“

„Der als spannungsgeladener Thriller inszenierte Film verzichtet bewußt auf dokumentarische Wiedergabe zugunsten einer allgemein gehaltenen Anklage gegen Gesinnungsterror und korrumpierter Machtausübung. Zum Besuch geeignet ab 16 Jahren.“

## Auszeichnungen
- 1970: Oscar als bester fremdsprachiger Film und für den besten Schnitt
  - zudem nominiert in den Kategorien Beste Regie, Bester Film, Bestes adaptiertes Drehbuch
- 1970: British Academy Film Award für Mikis Theodorakis (Beste Filmmusik)
- 1969: Spezialpreis der Jury und Preis für den besten Darsteller (Jean-Louis Trintignant) bei den Internationalen Filmfestspielen von Cannes
- 1969: Étoile de Cristal als bester französischer Film